# KkStB 1.1
Der kkStB 1.101 war ein zweiachsiger Dampftriebwagen der k.k. österreichischen Staatsbahnen (kkStB).
Der Triebwagen wurde 1906 von der Maschinenfabrik Komarek gebaut, um Probefahrten auf der Wiener Stadtbahn durchzuführen. Gemeinsam mit drei anderen Dampftriebwagen und einigen Leichtlokomotiven absolvierte er Leistungs- und Wirtschaftlichkeitsversuchsfahrten auf der Vorortelinie und musste dabei einen Stadtbahnwagen ziehen. Er schnitt zwar von den Dampftriebwagen am besten ab, erreichte jedoch nicht die Ergebnisse der Leichtlokomotiven. Auch die Wartung des Dampftriebwagens war erheblich schwieriger als bei den Lokomotiven. Er wurde später in Villach stationiert. Nach dem Ersten Weltkrieg verblieb das Fahrzeug in Österreich. Die BBÖ musterte ihn 1925 aus.